# Rodezno
Rodezno es un municipio de la comunidad autónoma de La Rioja (España) situado en la Rioja Alta y a tan sólo 7 km de Haro. Está situado en pleno Valle del Ebro.

## Toponimia
Cabe destacar el origen del nombre de la Virgen de Olartia, patrona de Rodezno. Olartia es un topónimo vasco que quiere decir ola artean = entre cabañas. Por ende, se puede deducir que el asentamiento de Rodezno estuvo principalmente compuesto por pastores, ya que el pastoreo ha sido una actividad de gran importancia en la zona hasta el pasado siglo.

## Geografía

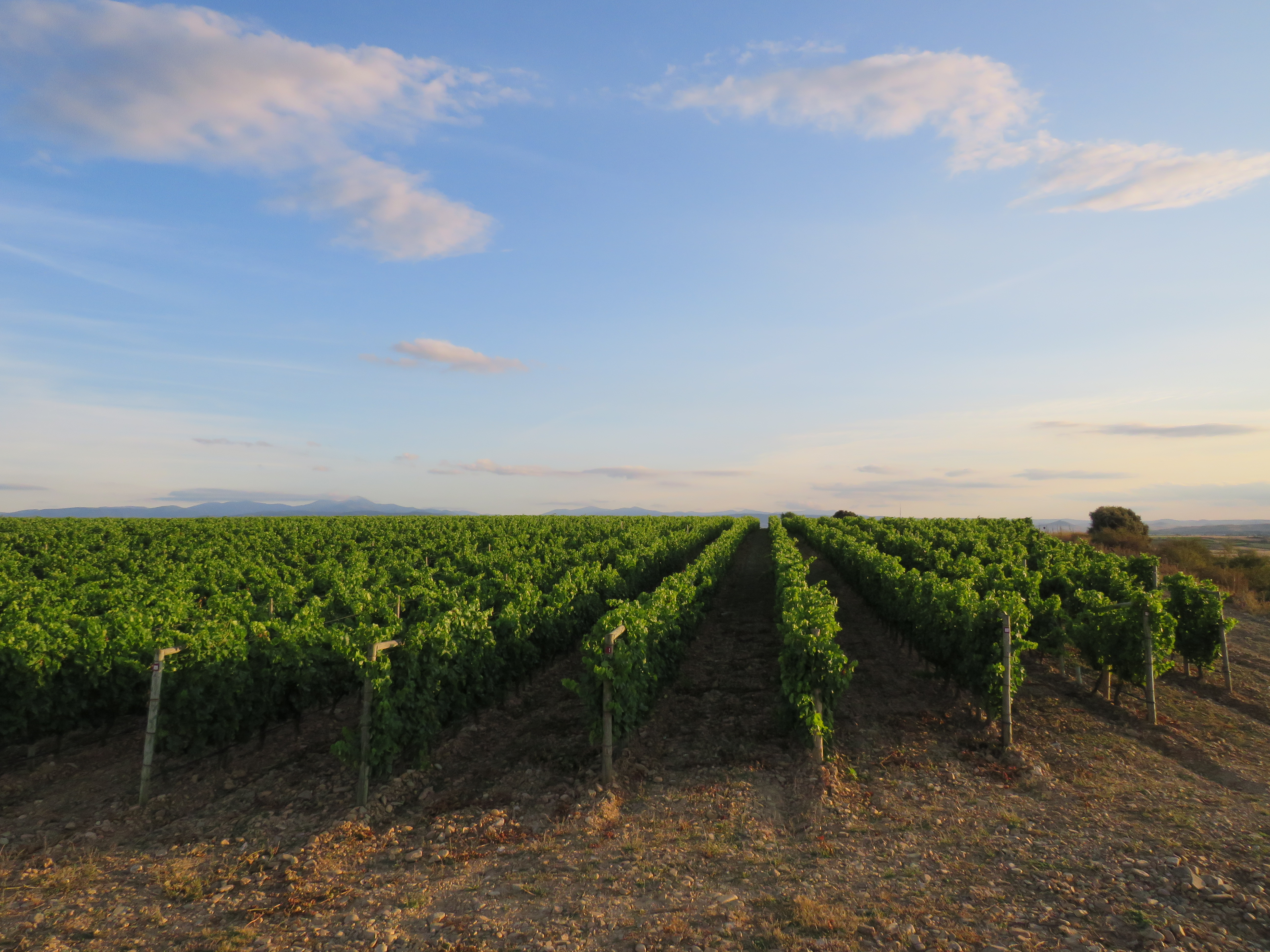
Viñedos en Rodezno

El término municipal de Rodezno está situado en el valle bajo Oja-Tirón, en La Rioja Alta. La localidad se sitúa a 44 kilómetros de Logroño. El término municipal está atravesado por la Autopista Vasco-Aragonesa (AP-68) y por la carretera nacional N-232, entre los pK 448 y 449, además de por la carretera autonómica LR-207 que comunica con Ollauri y Alesanco. 
Las pendientes son muy suaves, destacando así la existencia de una extensa meseta situada sobre cota de 560 metros. Además, se inserta en la unidad morfológica de los glacis de Valpierre, que han generado terrazas aluviales muy propicias para el cultivo de la vid. La altitud oscila entre los 600 metros al sur y los 500 metros al norte. El pueblo se alza a 547 metros sobre el nivel del mar. 
| Noroeste: Haro     | Norte: Haro y Ollauri   | Noreste: Ollauri                   |
| Oeste: Zarratón    |                         | Este: Briones                      |
| Suroeste: Zarratón | Sur: Zarratón y Cidamón | Sureste: Hormilla y Haro (exclave) |

#### Hidrología
El término lo atraviesa el arroyo de las Fuentes a través de la hondonada existente entre la villa y el alto de las Bodegas. En tiempos pasados, su cauce debió de ser mayor, reduciéndose hasta el actual. El norte del término lo cruza el río Zamaca (nombre de origen vasco, significa a gran cantidad o abundante , con lo cual este río también ha perdido volumen con el tiempo) y por el sur el canal de la margen izquierda del Najerilla.
También, el pueblo cuenta con varias fuentes, de las cuales, tres son reseñables. Por un lado, en la plaza de la Constitución recientemente se ha reconstruido la fuente de tres caños que existió hasta mediados de la década pasada y que fue derruida por temas agrícolas. Por otro lado, en la avenida de las Cuevas, junto al lavadero público, se encuentra la Fuente del Rey. Esta fuente es la principal por excelencia del pueblo, ya que es el lugar al que todos los habitantes del pueblo iban y van a recoger el agua que fuera menester. Además, el agua que mana llega del arroyo de las Fuentes. Finalmente, en la ermita de la Virgen de Olartia existe una fuente que su uso se limita al día de la romería y a meriendas allí hechas.

#### Clima
El pueblo tiene un clima continental determinado por la influencia mediterránea que penetra por el río Ebro y la atlántica que proviene de los ríos Oja y Najerilla, así como de la sierra del Toloño.

## Historia
La primera referencia documental a la localidad la recoge Sandoval en Historia de San Millán y aparece en un texto sobre la donación que en 1087 hiciera Doña Goto, por el alma de su marido Álvaro Díaz, consistente en el Monasterio de Santa María de Rodezno al Monasterio de San Millán.

CXXXV. De monasterio Sancta Maria de Rotezno.
Sub nomine Christi redemptoris nostri. Ego igitur dompna Godo, divino amore conpuncta, ad scelerum meorum recordata, unde placuit michi, spontanea voluntate, ut pro me anime remedium atque pro anime de meo seniore Alvaro Didaz, offero et confirmo ab honore et atrio sancti Emiliani presbiteri, et tibi patri Blasio abbati, cum ceteris monachis ibi Deo servientibus, monasterio qui dicunt Sancta Maria de Rotezno, super villa sito, cum omni pertinencia: terris, vineis, ortis, pratis, pascuis, fontibus, molendinis, exitus et introitus atque montibus, ab omni integritate; et una terra et ferragine iuxta monasterio Sancti Michael in Alava, inter Defesa et Gomecha, latus via. Isti sano ac libero serviat Sancto Emiliano.
Becerro Galicano de San Millán de la Cogolla

En 1182, Gonzalo Fernández, vecino de Castañares de Rioja, dio un solar a Santo Domingo de la Calzada en la villa de Rodezno.

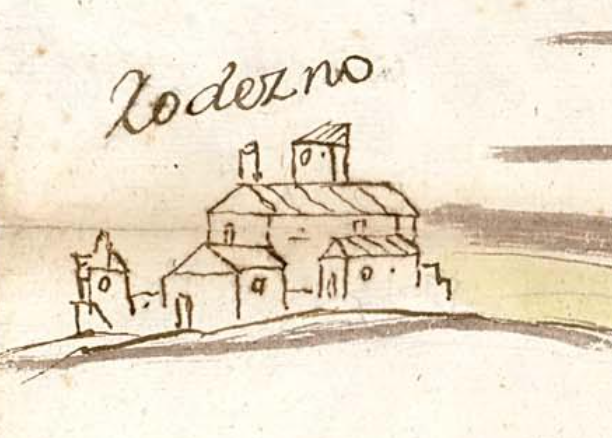
Primera representación de Rodezno, de 1767

En 1293, Sancho IV otorgó privilegio real a favor de varios concejos castellanos, entre los que figura el de Briones, que comprendía las aldeas de Ollauri, Gimileo y Rodezno. En el siglo XIV, Briones y sus lugares, aldeas y términos, entre los que se encontraba Rodezno, pertenecieron a Sancho, hermano de Enrique de Trastámara.

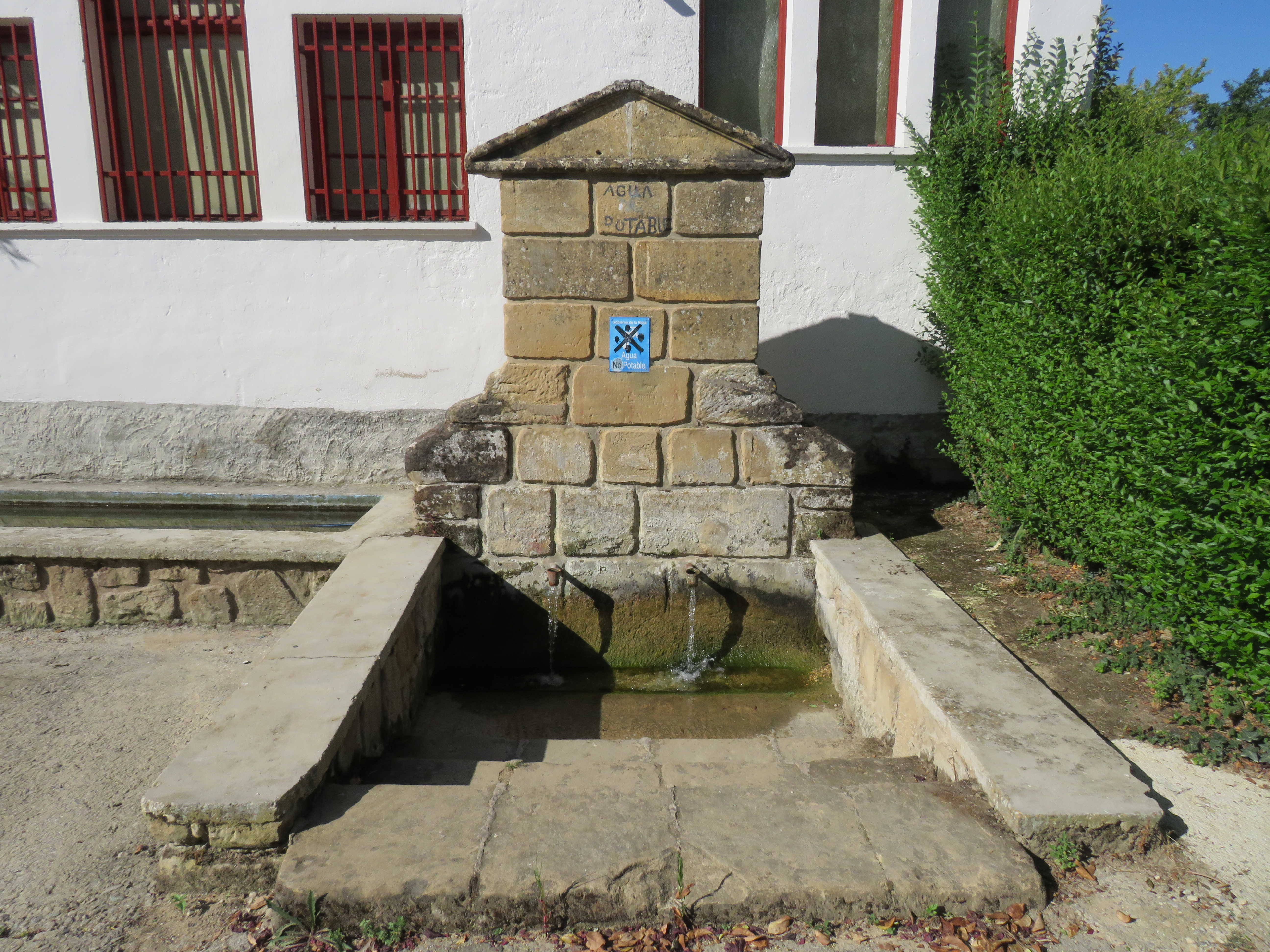
Fuente del Rey

Las luchas internas entre los hermanos Enrique II de Trastámara y Pedro I el Cruel derivaron en cambios en la titularidad de la villa de Briones y sus aldeas. Pedro I fue asesinado en 1369 por su hermano Enrique II, que confirmó en ese año los fueros de Briones y sus aldeas.[cita requerida]
En lo espiritual Rodezno estaba unido a Briones, formando su cabildo beneficial unido a la iglesia de esta localidad, de donde ejercían funciones religiosas los mismos clérigos.
Los derechos sobre el Señorío de Briones, después de haber pasado por numerosas vicisitudes, terminaron en 1459 en manos de los Duques de Osuna, herederos de Pedro Girón, que disfrutaron de ellos hasta 1837.
El pueblo estaba dentro de la Junta de Valpierre con otros 43 pueblos.
Con la entrada de los Borbones en España con Felipe V, el término de Rodezno (junto con Ollauri y Gimileo) logró su independencia de Briones, consiguiendo ayuntamiento propio y un término municipal en 1713.
En 1790 Rodezno fue uno de los municipios fundadores de la Real Sociedad Económica de La Rioja, la cual era una de las sociedades de amigos del país creadas en el siglo XVIII conforme a los ideales de la ilustración.
Pascual Madoz en su Diccionario geográfico-estadístico-histórico de España y sus posesiones de Ultramar publicado entre 1846 y 1850, menciona que en aquel año la localidad tenía 80 casas, poniendo de relieve la existencia de un edificio de los señores de Tejada, llamado Torre de Santa Cruz, que fue reedificado en 1666 y en cuyas inmediaciones existen vestigios de fortalezas y fosos. También menciona que tenía una escuela de primeras letras a la que acudían unos 30 niños de ambos sexos. También el pueblo tenía tres fuentes. Producía en aquella época cereales, vino, legumbres y verduras, tenía ganado lanar y un molino harinero.
Según indica Ángel Casimiro de Govantes en su  Diccionario Geográfico-Histórico de La Rioja del año 1846,  en Rodezno se han encontrado ollas de barro y monedas romanas.
En cuanto a su población, según Ángel Casimiro Govantes en el diccionario de La Rioja de 1846 antes mencionado, en el siglo XVI tenía 51 vecinos y 255 almas y en el siglo XIX tenía 66 vecinos y 294 almas. Según Pascual Madoz en su mencionado diccionario de España elaborado entre 1846 y 1850 la localidad tenía entonces 66 vecinos y 288 almas.

## Geografía humana

### Demografía
Cuenta con una población de 222 habitantes (INE 2024).
| Gráfica de evolución demográfica de Rodezno entre 1842 y 2021 |
| |
| Población de derecho según los censos de población del INE Población de hecho según los censos de población del INEEntre el censo de 1877 y el anterior, crece el término del municipio porque incorpora a 26503 (Cuzcurritilla) |

### Población por núcleos
| Núcleos       | Habitantes (2001) | Habitantes (2011 | Habitantes (2021) |
| ------------- | ----------------- | ---------------- | ----------------- |
| Rodezno       | 321               | 287              | 212               |
| Cuzcurritilla | 0                 | 7                | 0                 |

## Economía

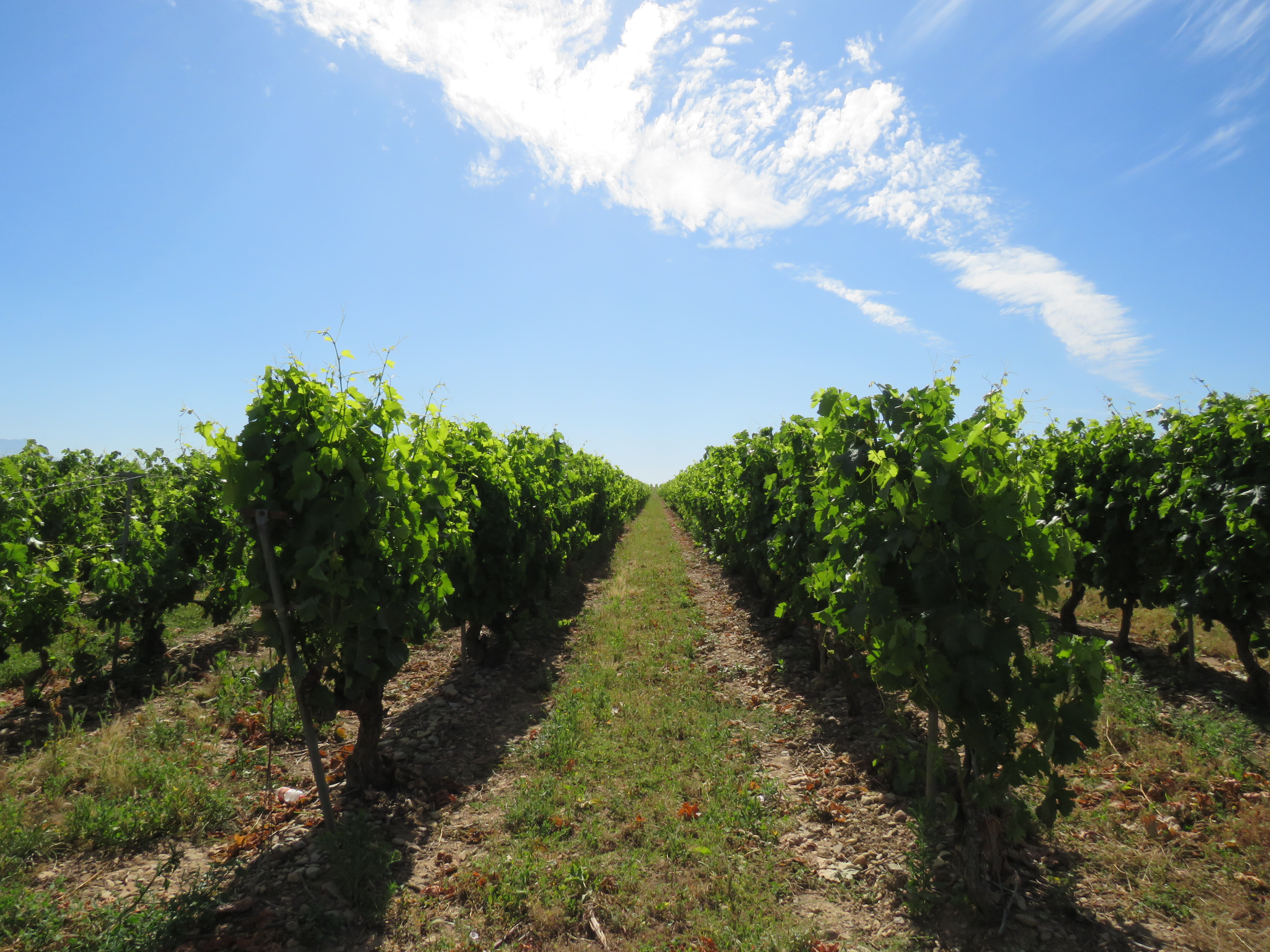
Viñedos

Su economía se sustenta en la agricultura del cereal, remolacha y vid, que en esta zona riojana tiene gran importancia y tradición. El vino de Rioja, famoso en el mundo entero, es aquí el motor del pueblo, que cuenta con un barrio excavado en la roca caliza de más de 100 bodegas con sus respectivos calaos, cuevas con muchos años de historia (se especula que llevan allí desde antes del siglo XV). Además suele ser lugar de reunión en los merenderos o bodegas con todas las herramientas para hacer vino, con lagos, cubas, etc. 
La deuda viva municipal por habitante en 2014 ascendía a 219,42 €.

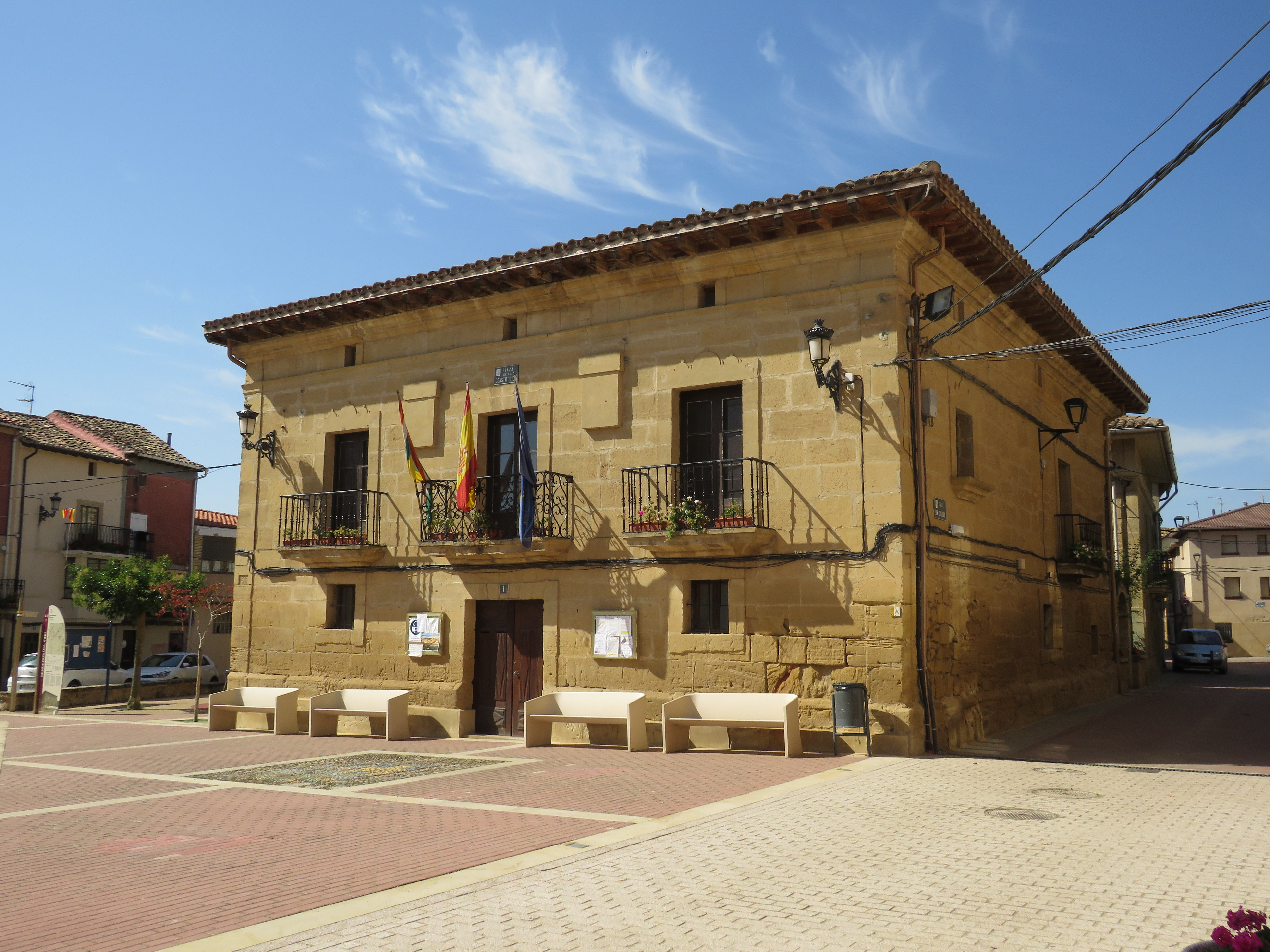
Casa consistorial

## Administración
| Periodo   | Nombre                                                             | Partido              |
| --------- | ------------------------------------------------------------------ | -------------------- |
| 1979-1983 | Luis Fernando López-Davalillo López                                | UCD                  |
| 1983-1987 | Francisco Javier Manzanos Córdoba                                  | PSOE                 |
| 1987-1991 | Francisco Javier Manzanos Córdoba                                  | PSOE                 |
| 1991-1995 | Francisco Javier Manzanos Córdoba                                  | PSOE                 |
| 1995-1999 | Francisco Javier Manzanos Córdoba                                  | PSOE                 |
| 1999-2003 | Francisco Javier Manzanos Córdoba                                  | PSOE                 |
| 2003-2007 | José Miguel Arnáez Castro                                          | PSOE (Independiente) |
| 2007-2011 | Noemí Manzanos Martínez                                            | PP                   |
| 2011-2015 | Noemí Manzanos Martínez                                            | PP                   |
| 2015-2019 | Noemí Manzanos Martínez                                            | PP                   |
| 2019-2023 | Noemí Manzanos Martínez                                            | PP                   |
| 2023-act. | Noemí Manzanos Martínez (hasta julio de 2023) y Laura Canta Dorado | PP                   |

## Patrimonio

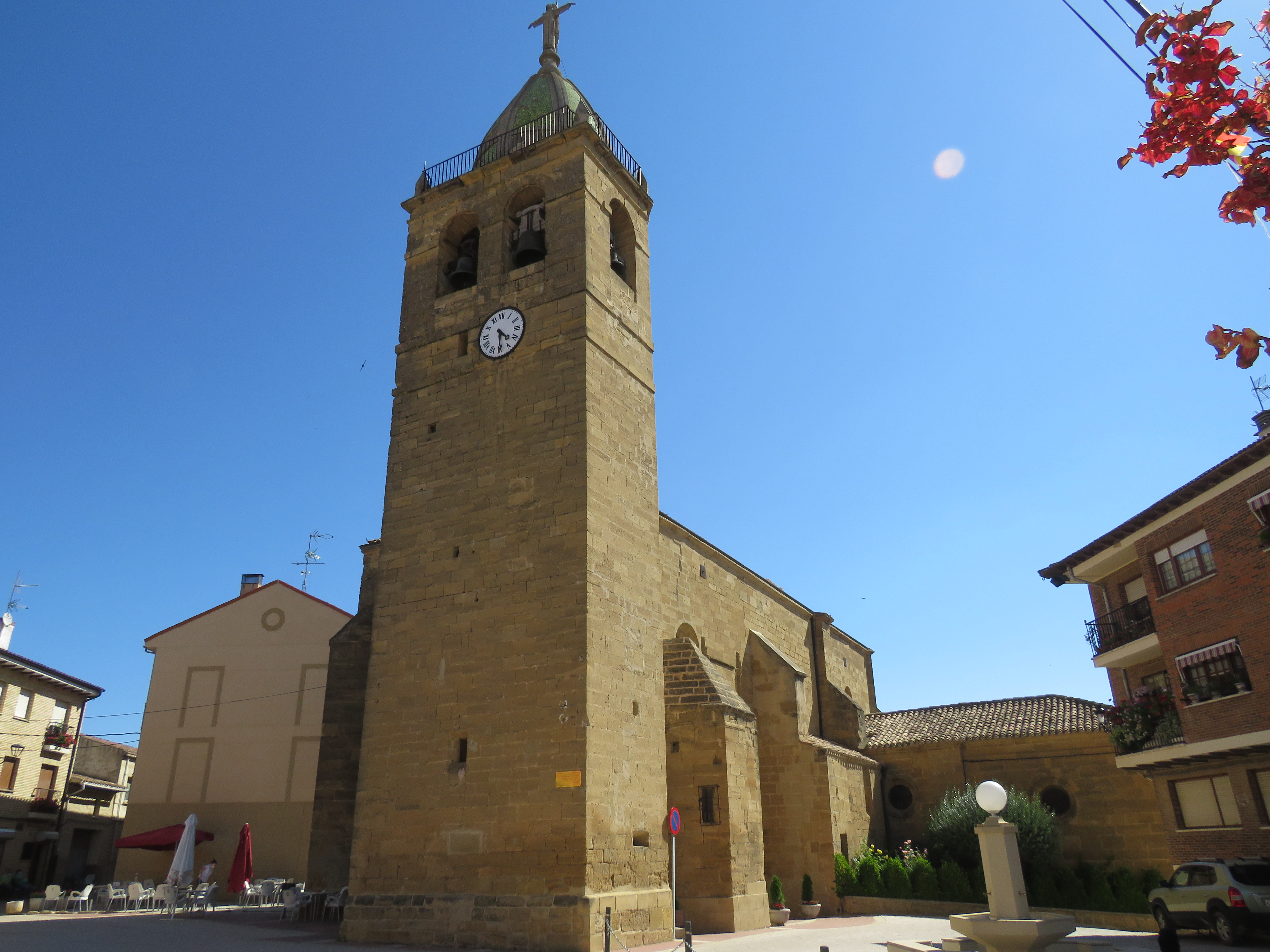
Iglesia de la Asunción

### Iglesia parroquial de Nuestra Señora de la Asunción
Construida de sillería, está formada por una nave de tres tramos, cabecera cuadrangular cubierta, último tramo por crucerías estrelladas con combados rectos y el central con terceletes sobre arcos apuntados y ménsulas.
En sus orígenes, iglesia de tres tramos del primer tercio del siglo XVI. Buena parte del abovedado, coro alto y sacristía son obra de Diego de las Landeras, realizados entre 1579-1589, terminados por Francisco de Solano en 1590. El cuerpo alto de la torre debe ser del segundo tercio del siglo XVI, siendo su coronamiento de hacia 1920. Las capillas y segunda sacristía son de hacia 1700.
Tiene un característico tejadillo verde encima de la torre, que no es el original, puesto que el anterior, según dicen las malas lenguas, recibió el impacto de un rayo, lo que provocó que se torciera y de ahí viene el gentilicio que reciben los habitantes de la localidad: los torcidos. Esto tuvo como consecuencia el cambio en 1961 a la actual, coronado por un Sagrado Corazón, obra de Joaquín Lucarini. Además, conserva un buen retablo mayor del renacimiento (siglo XVII) construido por Hernando de Murillas.

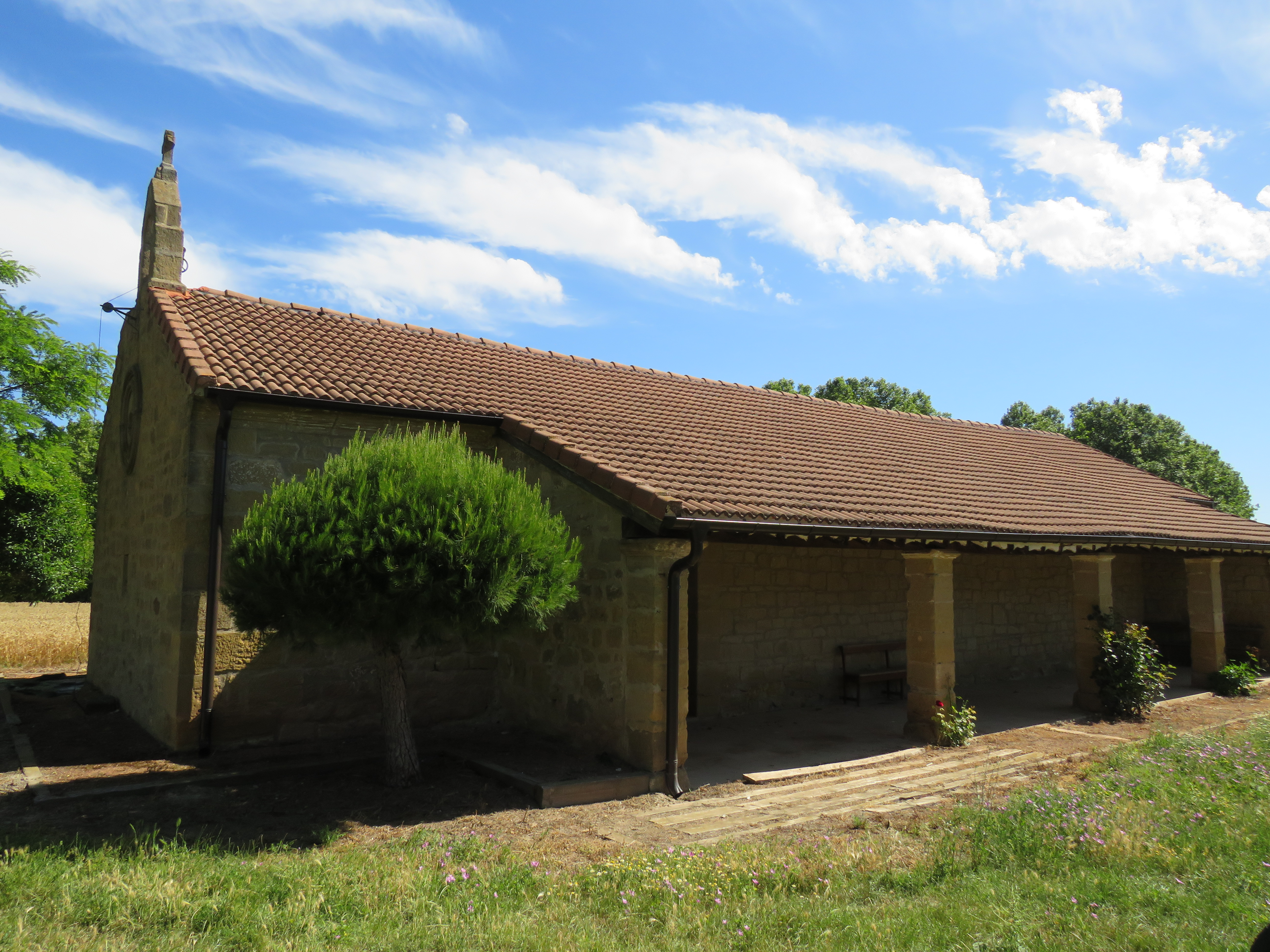
Ermita de la Virgen de Olartia

### Ermita de la Virgen de Olartia
No se sabe cuándo se construyó por primera vez pero se sabe que fue derribada por su mal estado y fue reconstruida con piedra de sillería a principios del siglo XIX, tras la Guerra de Independencia. Aparte de tener un hermoso pórtico, en sus praderas se encuentran sepulcros altomedievales, lo que nos indica que en otro tiempo, existiera en sus inmediaciones un despoblado. En 1975, fue testigo del robo de la talla medieval de la Virgen de Olartia y de más objetos, con un valor histórico enorme.

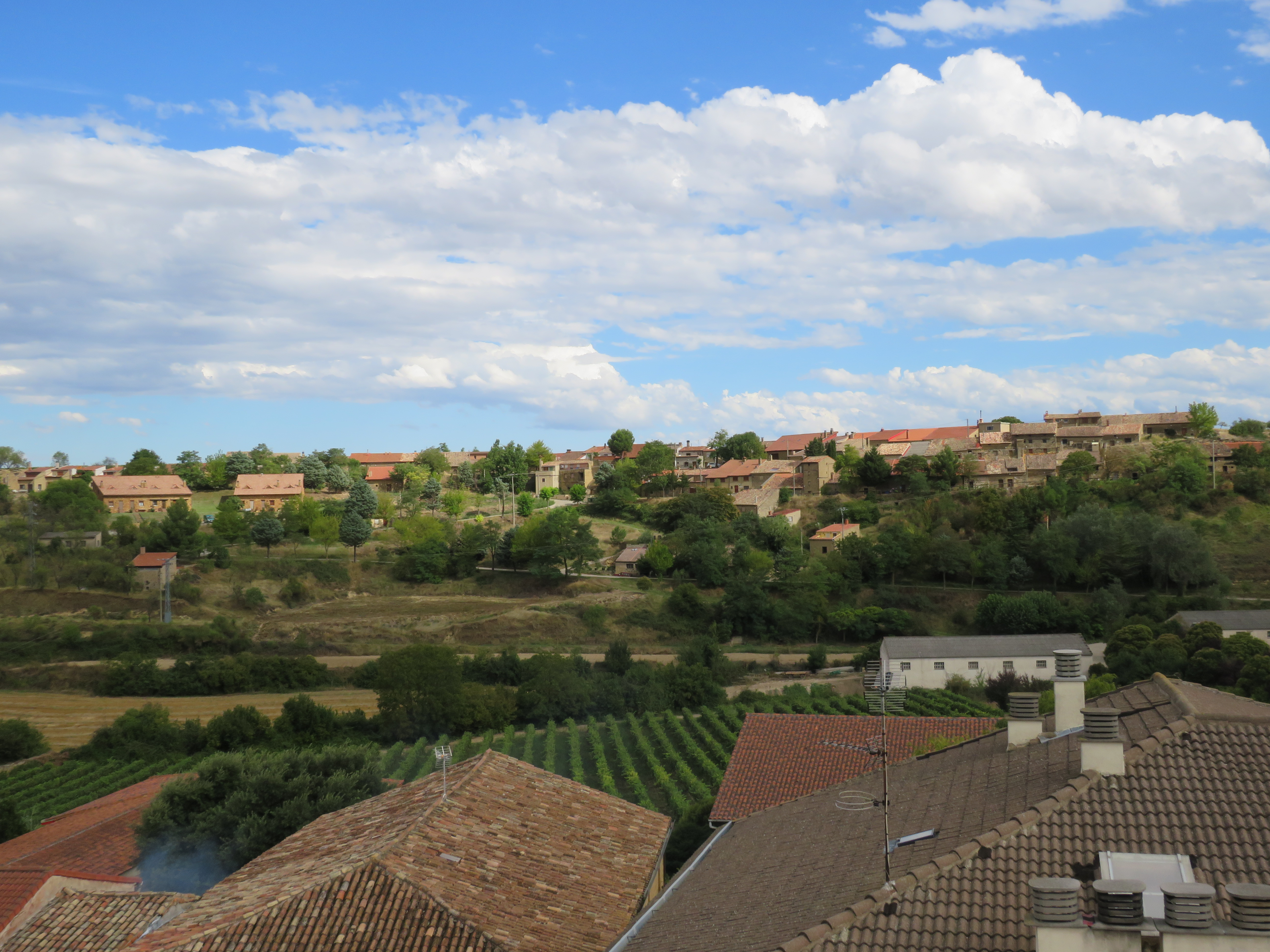
Barrio de las Bodegas

### Barrio de las Bodegas de Rodezno
Es uno de los barrios de bodegas más singulares y bonitos de toda la Rioja. Está situado en el cerro de la Encina y alberga unas 100 bodegas tradicionales. La mayoría datan del siglo XV y hay constancia de que muchas ya estaban antes allí. Los calaos están excavados en roca madre que mantienen la temperatura y humedad constantes para conseguir un ambiente ideal para criar el vino. También cuentan con tuferas, lagos de rocatinas de madera, prensas, botelleros, garrafones y merenderos. Hasta hace pocos años se celebraba el Día de los Calados, día de carácter festivo en el que se abrían las bodegas para enseñarlas y recorrerlas.

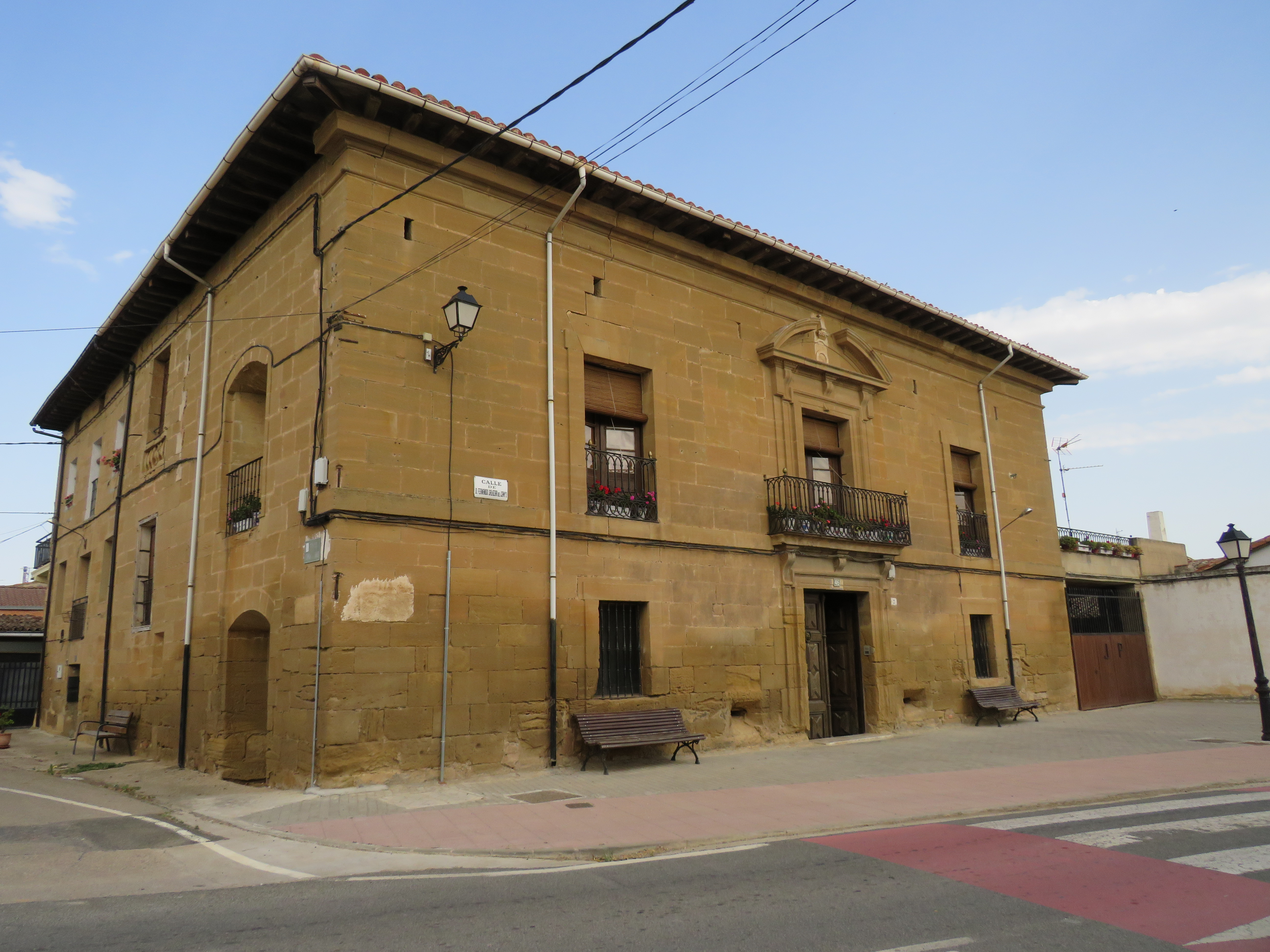
Casa-Palacio

### Casa Palacio
Construcción del siglo XVIII o antes, de sillería, planta cuadrangular y dos plantas de altura. Tiene una fachada con portada adintelada, moldadura y balcón. También cuenta con una bodega subterránea del año 1609. Se especula que es el emplazamiento de la antigua y desaparecida Casa y Torrefuerte de Santa Cruz de Rodezno, pero no hay ningún descubrimiento que lo confirme.

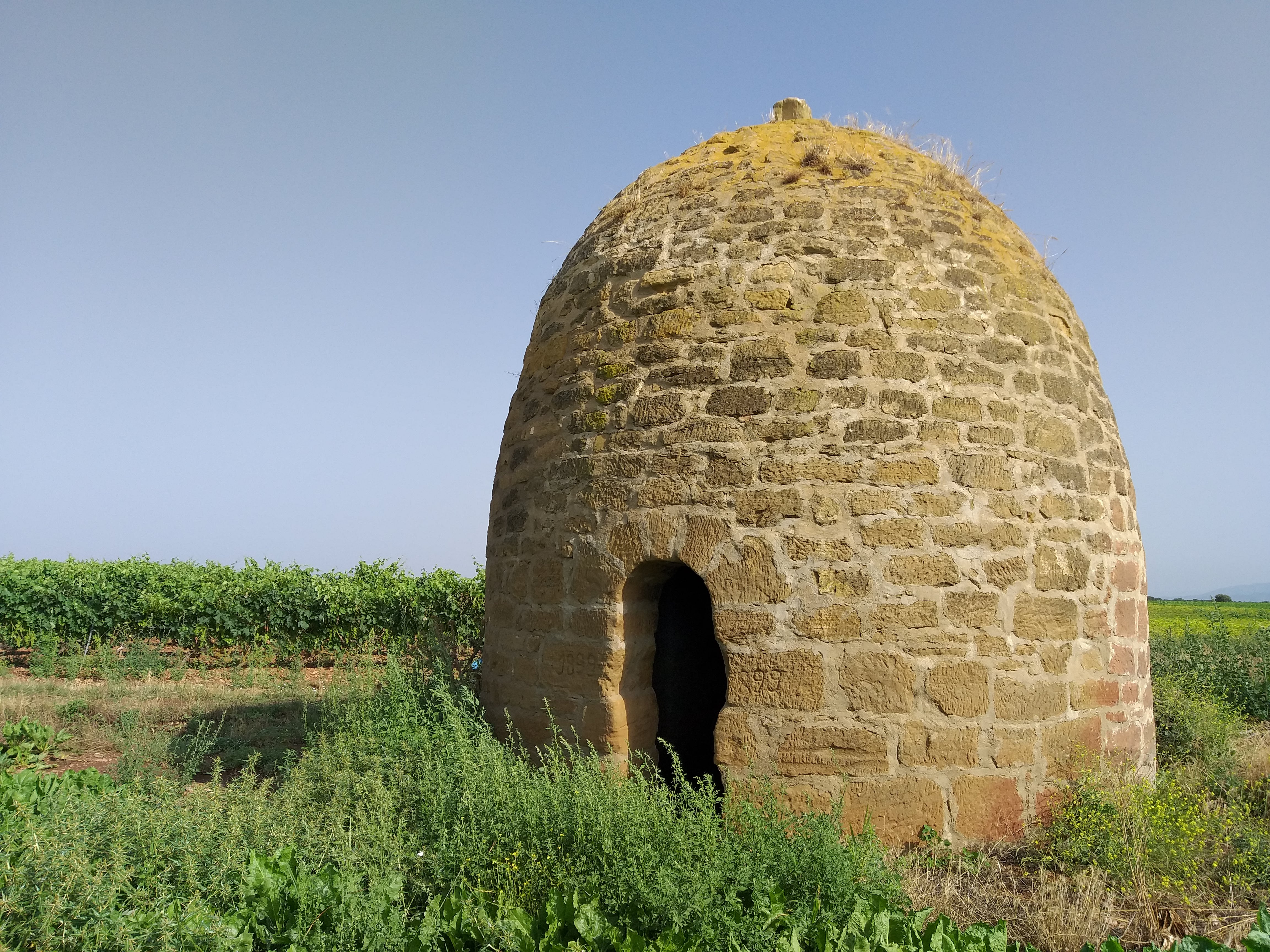
Guardaviñas en el término de la Dehesilla

### Guardaviñas
Rodezno cuenta con uno de los guardaviñas más destacados de toda La Rioja, el cual data de 1899. Los guardaviñas son edificaciones pequeñas, redondas y de una sola planta, que utilizaban y siguen utilizando los agricultores de la vid para descansar o refugiarse en caso de tiempo adverso, ya que, antes no era fácil ni rápido volver a casa desde las fincas. Aparte del mencionado, existen más guardaviñas en la localidad, si bien no tan reseñables.

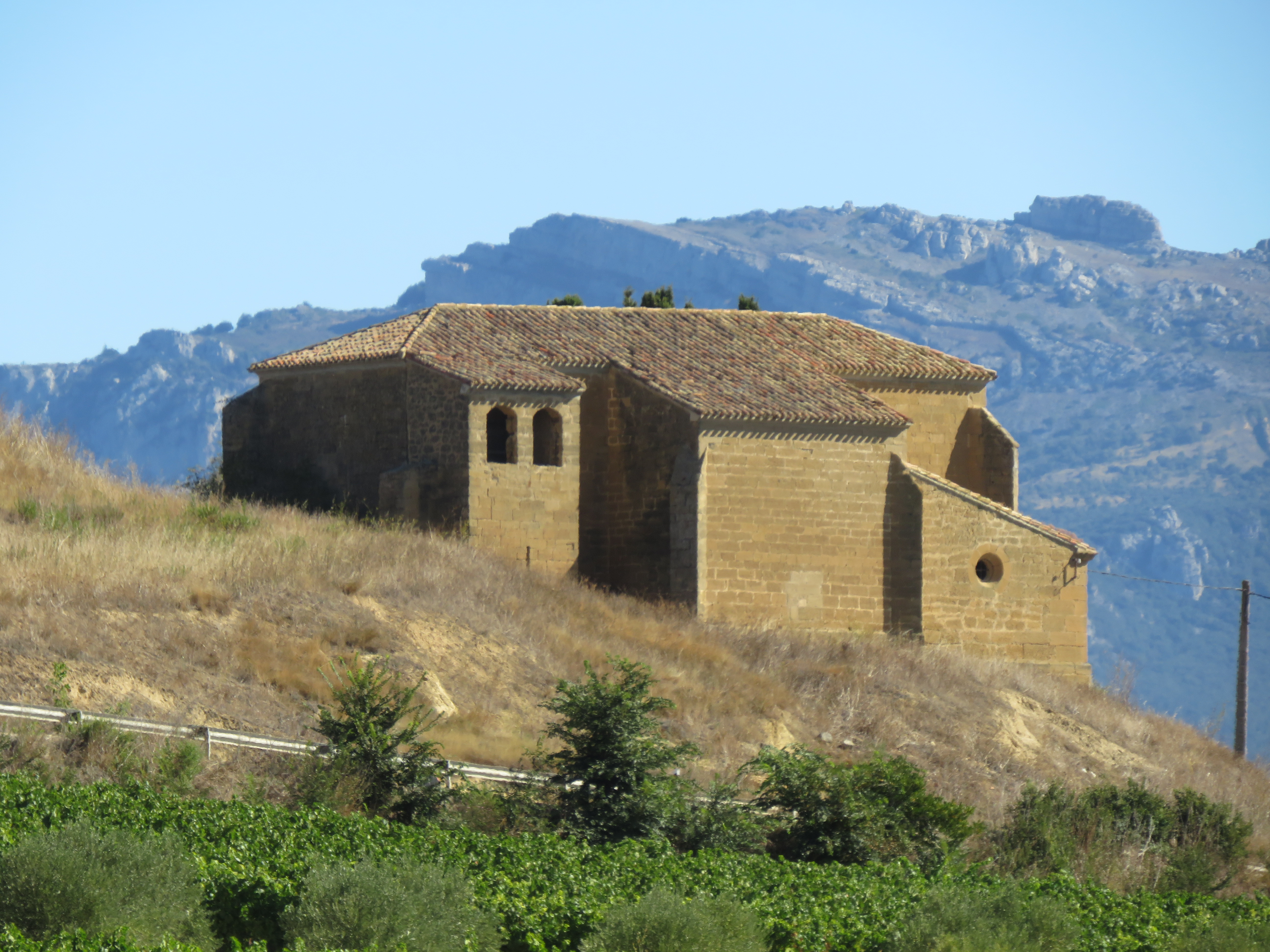
Iglesia de San Martín

### Iglesia de San Martín
Situada en el barrio de Cuzcurritilla, en lo alto de una pequeña loma, se encuentra este edificio de piedra de sillería del siglo XVI. Está totalmente abandonada, vacía y en desuso. Durante el tiempo que Cuzcurritilla perteneció a la villa de Haro, cada 12 de noviembre (festividad de San Martín) la población de Haro iba en romería a dicha iglesia.

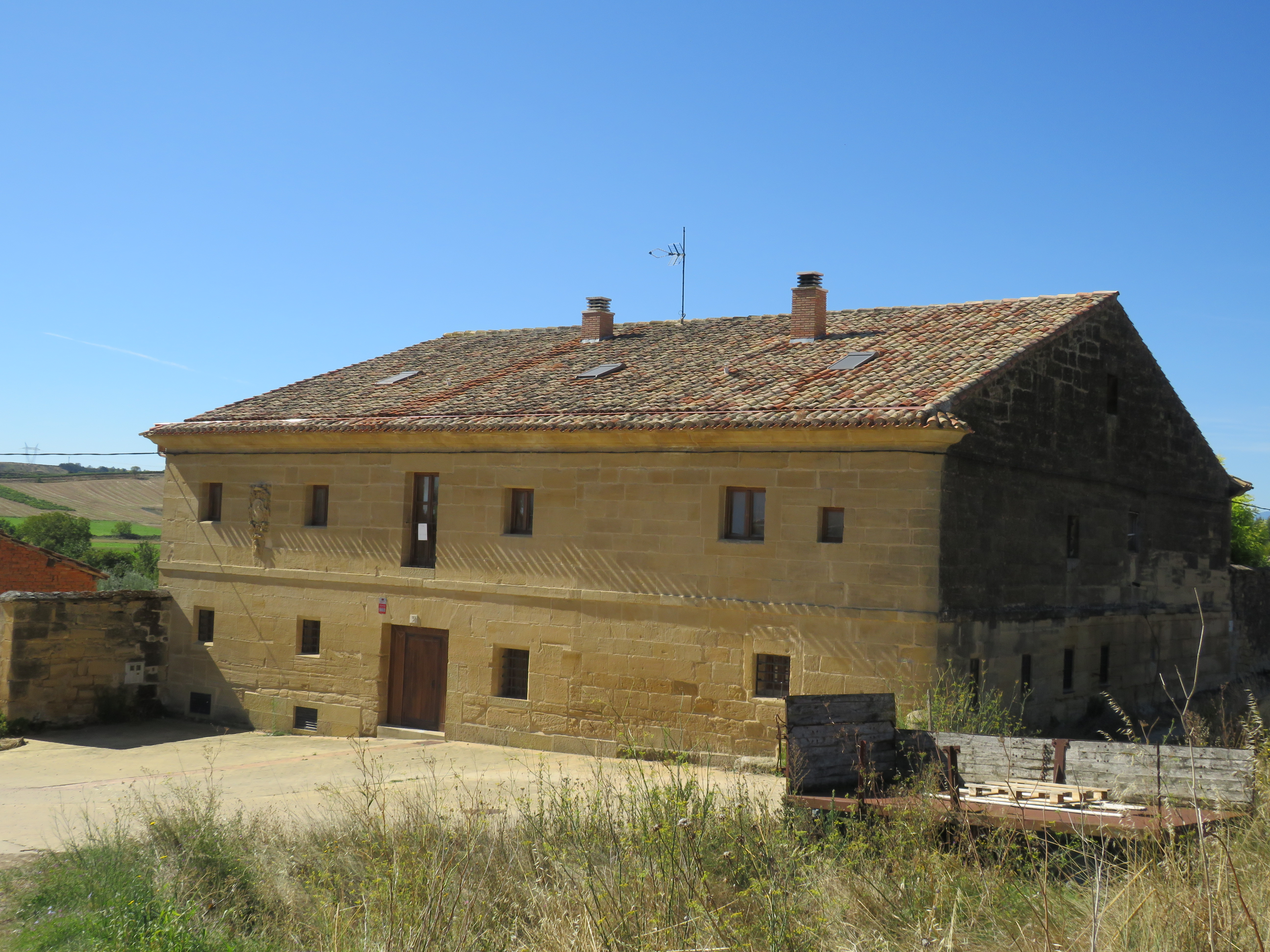
Antiguo monasterio

### Antiguo monasterio de Cuzcurritilla
Situado en el barrio de Cuzcurritilla, se supone que fue el monasterio que dio lugar a este núcleo urbano en torno al mismo. Se conoce que perteneció a los Monjes Gerónimos de San Miguel del Monte y que este suntuoso edificio contaba con todas las comodidades de una casa de labranza, que era para los monjes, además de una fuente y bodega. El edificio se encuentra en perfecto estado, debido a una reciente reforma.

## Fiestas

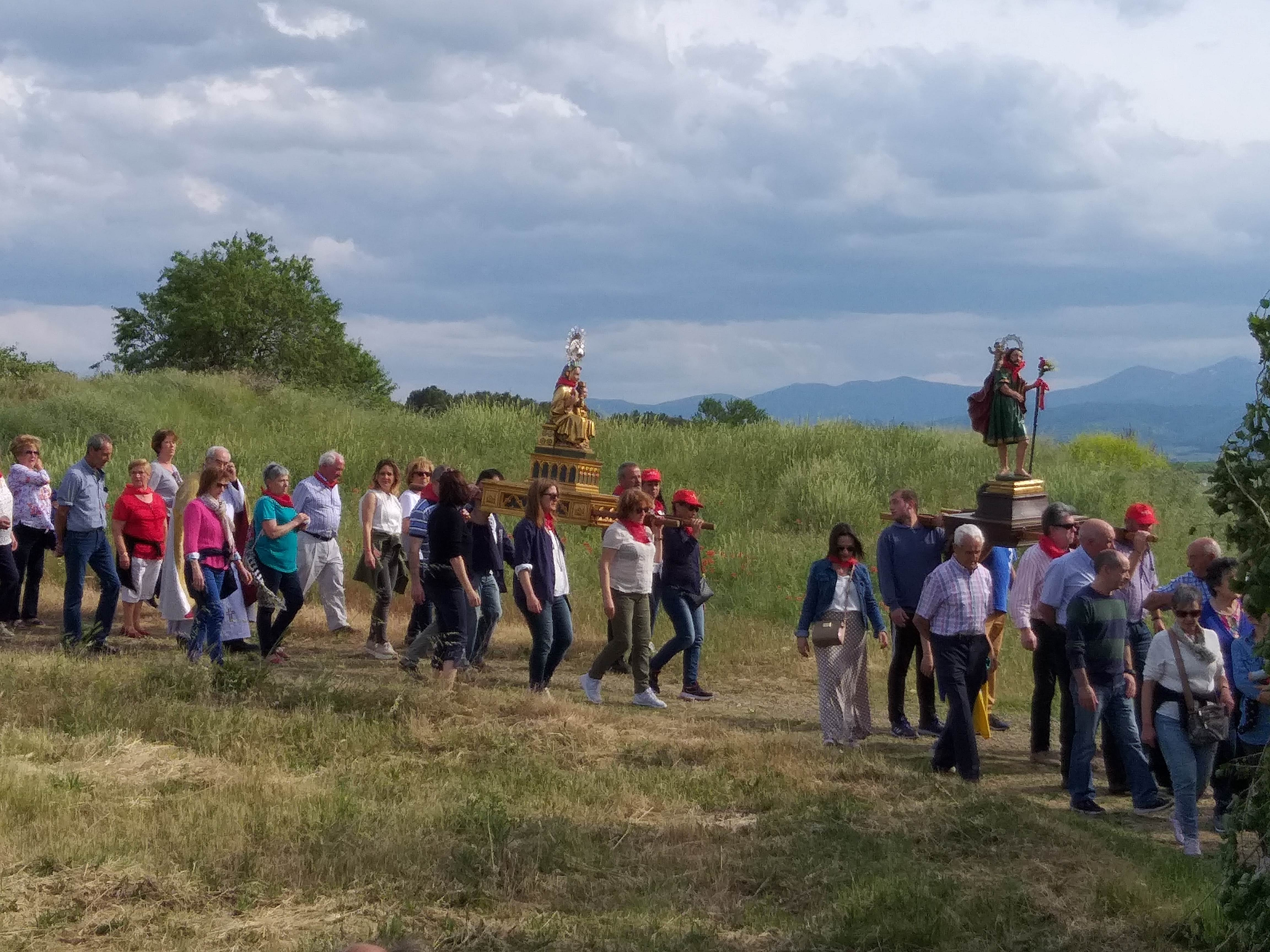
Procesión de la romería de la Virgen de Olartia

- El 20 de enero se celebra San Sebastián.
- En mayo o junio (40 días después de la Semana Santa), se celebra la Romería de la Virgen de Olartia, que se realiza el segundo sábado después de la Ascensión. La Romería de la Virgen de Olartia es una fiesta multitudinaria en la que la gente se reúne en la ermita de la localidad para la romería y tomar después queso, pan y vino repartidos por el Ayuntamiento gratuitamente desde las carrozas típicamente decoradas. Después la gente y las carrozas se dirigen al pueblo andando y llevando a la Virgen y a San Cristóbal a hombros.
- El 15 de mayo, San Isidro Labrador, patrón de los agricultores.
- El 10 de julio, San Cristóbal, patrón del municipio.